# كلية العروب التقنية
كلية العروب التقنية كلية تعليمية في شمال الخليل في فلسطين أنشئت عام 1958 م كدار للمعلمين، وبدأت برنامجها التقني في العام 1995 م عندما غيرت وزارة التربية والتعليم العالي اسم الكلية والتخصصات التي تدرس فيها حيث أصبحت تدرس البرامج التقنية. وبدأ الدوام فيها بخمسة برامج هي، فنون الراديو والتلفزيون، الإدارة المالية والمصرفية، البرمجيات وقواعد البيانات، التربية المهنية، إدارة المكاتب والسكرتاريا.

## الموقع الجغرافي
تقع جامعة فلسطين التقنية/فرع العروب في قلب فلسطين وتبعد 35 كم إلى الجنوب من مدينة القدس . وتتوسط المسافة بين مدينتي خليل الرحمن وبيت لحم مهد المسيح عليهم السلام، وتتربع الكلية على ربوة خضراء مقابل مخيم العروب وعلى يمين شارع القدس الخليل الرئيسي. يحدها من الشمال أراضي بيت فجار وبيت سكاريا ومن الشرق مخيم العروب ومن الجنوب أراضي حلحول ومن الغرب أراضي بيت امر.